# Сант-Елія-Ф'юмерапідо
Сант-Елія-Ф'юмерапідо (італ. Sant'Elia Fiumerapido) — муніципалітет в Італії, у регіоні Лаціо, провінція Фрозіноне.
Сант-Елія-Ф'юмерапідо розташований на відстані близько 125 км на схід від Рима, 45 км на схід від Фрозіноне.
Населення — 6254 особи (2014).
Щорічний фестиваль відбувається 20 липня. Покровитель — Sant'Elia.

## Демографія
Населення за роками:

Станом на 1 січня 2023 року в муніципалітеті офіційно проживало 114 іноземців з 28 країн, серед них 59 громадян країн Євросоюзу та 24 громадяни України.

## Сусідні муніципалітети
- Бельмонте-Кастелло
- Кассіно
- Черваро
- Пічиніско
- Сан-Б'яджо-Сарачиніско
- Терелле
- Валлеротонда
- Вілла-Латіна